# Chiesa di San Michele Arcangelo (Ostiano)
La chiesa di San Michele Arcangelo è la parrocchiale di Ostiano, in provincia di Cremona e diocesi di Mantova.

## Storia
L'edificazione della chiesa risale al Cinquecento, per volere del marchese di Mantova Francesco II Gonzaga, su un preesistente edificio di origine romanica. La costruzione venne completata dal venerabile Francesco Gonzaga, marchese di Ostiano e vescovo di Mantova.
La chiesa è a navata unica sormontata da una volta a botte, mentre la facciata è a capanna.
All'interno sono presenti cappelle laterali e dieci altari marmorei lavorati a intarsio di scuola bresciana con raffinati arredi sacri. Numerose le tele che ornano la chiesa: tra queste la Cacciata degli angeli ribelli, del XVII secolo del pittore bresciano Giuseppe Tortelli e tre opere del cremonese Andrea Mainardi detto "il Chiaveghino".
Nel 1689 venne traslato nella parrocchiale il corpo di san Gaudenzio, patrono della città.